# アダムとイヴ (デューラーの絵画)
『アダムとイヴ』（西: Adán y Eva、英: Adam and Eve）は、ドイツのルネサンス期の巨匠アルブレヒト・デューラーによって油彩で描かれた一対の板絵である。画家が1507年に第2回目のイタリア滞在から戻ってすぐに制作された。誰のために、どのような目的で描かれたのかは判明していない。『アダム』と『イヴ』は、16世紀の終わりにニュルンベルクの市庁舎から神聖ローマ皇帝ルドルフ２世に献上され、プラハ城に置かれていたが、スウェーデン軍に略奪された。後にスウェーデン女王クリスティーナからスペインのフェリペ4世に贈られて、スペインの王室コレクションに入った。現在、マドリードのプラド美術館に所蔵されている。

## 概要
アルプス以北では最初のルネサンス的裸体画である。アダムの左手とイヴの右手が2枚の板を連繋させており、2枚で1つの作品ということを物語っている。アダムとイヴは知恵の樹の実をまだ食しておらず、罪を知らないような表情をしている。一方、黒一色の背景が人物の体を明瞭に浮かび上がらせると共に、エデンの園の生活の永続性が崩れ、時間が動き出しつつあることを予感させており、全人類の始祖としてのアダムとイヴの歴史と物語を感じさせる作りとなっている。
『イヴ』の画面の左端中央下の枝には、デューラーの署名入りの札がかかっており、聖母がキリストを生んでから1507年後にこの両作品を描いたことが記されている。これは、原罪を逃れた最初で唯一の女性である聖母を本作に結び付けていることを意味する。

## 身体表現

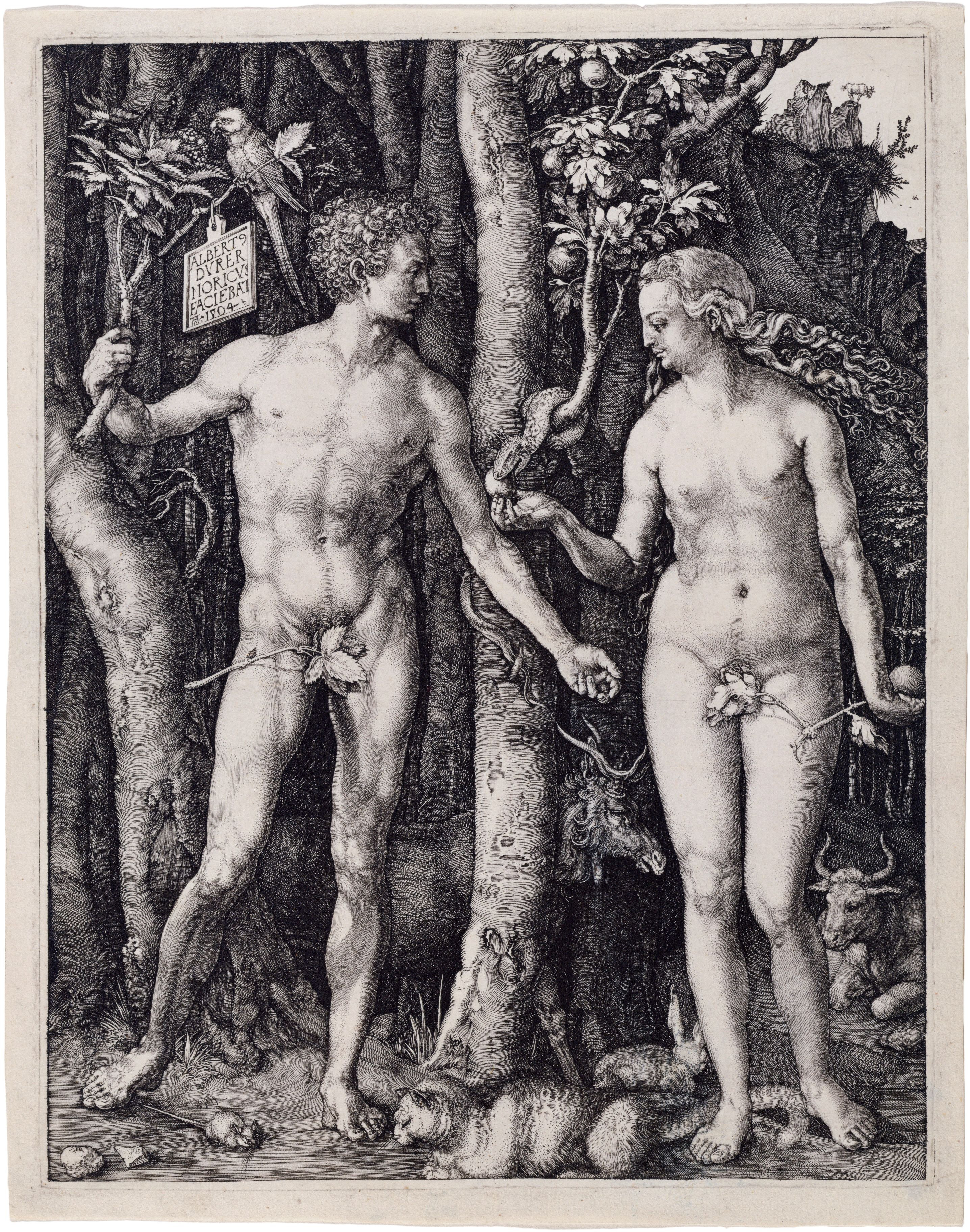
『アダムとイヴ』銅版画 (1504年)

デューラーは1504年に同主題の銅版画を制作しているが、画家の2度目のヴェネツィア滞在後に描かれたこの対の油彩画は、版画とは対照的に人物と木のみを黒い背景から浮きだたせている。人体表現も異なっている。版画の裸体像はいかにも観念で作り上げたもので、やや強張ったポーズで静止している。しかし、油彩画のアダムもイヴは等身大で、はるかに自然に見え、表情にも身振りにも若々しく優雅な動きが感じられる。同時に、これらの人物像は、イタリア絵画のような理想的身体として表現されている。
アダムについては、もしリンゴが描かれておらず、イヴがいなかったら、アダムであると断定することはおぼつかなかったであろう。アダムは男性身体美の粋といえ、その表情には裸体であることを恥じらう意識、死の苦悩などはうかがわれない。アダムのポーズについては、ヴェネツィアの彫刻からの影響を指摘する研究者もいるが、銅版画における力強いアダムに比べ、優し気な弱々しさを見せる本作のアダムは、聖セバスティアヌスの殉教の姿をも想起させる。
一方、イヴもまた理想的な描写であり、これほど優美なイヴのポーズはイタリアでも北方でも類例はない。何らかのヴィーナス像が本作のイヴに影響を与えたとも考えられるが、ヴィーナス像としても、これほど身体の部分を複雑に様々な方向に向け、かつ見事に統合した例はない。しかし、アダムと違って、イヴにはリンゴを勧めるヘビが描かれ、彼女がイヴであることは明瞭に示されている。また、思いを秘めたその表情には、これから禁を破って、「善悪を知る木」の実（リンゴ）を食してしまうことが読み取れる。
黒い地の背景は、主要人物であるアダム、イヴ、樹の枝にいるヘビの姿を強調し、引き立てるものとして描かれている。したがって、背景は、特に左右の広がりにおいて、アダムとイヴをぎりぎりに収めるだけの大きさしか有していない。また、この背景は現実的な空間として表されているわけではない。一方、アダムとイヴは現実的な量塊として自らの存在感を示しており、剥き出しの姿の人間像として鑑賞者に提示されているのである。